# Theristria dentata
Theristria dentata is een insect uit de familie van de Mantispidae, die tot de orde netvleugeligen (Neuroptera) behoort. 
Theristria dentata is voor het eerst wetenschappelijk beschreven door Lambkin in 1986.